# Carbimazole
Le carbimazole est un médicament antithyroïdien utilisé pour traiter l'hyperthyroïdie. Le carbimazole est une prodrogue qui, après absorption, est converti en sa forme active, le méthimazole. Celui-ci empêche la thyroperoxydase d'ioder les résidus de tyrosine sur la thyroglobuline, réduisant ainsi la production des hormones thyroïdiennes c'est-à-dire la thyroxine (T4) et surtout la triiodothyronine (T3).

## Indications
- Hyperthyroïdies[2]
- Maladie de Graves-Basedow
- Préparation au traitement chirurgical de l'hyperthyroïdie
- Récidives de la maladie de Graves-Basedow après thyroïdectomie subtotale
- Traitement pré-opératoire éventuel du nodule toxique et du goître multihétérogène toxique
- En association avec un traitement par l'iode radioactif, ou préalablement à un traitement par l'iode radioactif[3]

Deux stratégies sont possibles : trouver la dose minimale permettant une normalisation de la TSH ou donner une forte dose, bloquant la thyroïde, en complétant avec une substitution hormonale.
La durée du traitement est entre un an et un an et demi, cure pouvant être renouvelée en cas de rechute. Un traitement plus prolongé 'sur plusieurs années) est possible.

## Effets secondaires
La survenue d'une agranulocytose est une complication rare, survenant dans les premiers mois du traitement et imposant l'arrêt de ce dernier. Le risque de pancréatite reste discuté.

## Contre-indications
- Hypersensibilité connue au carbimazole ou à l'un des excipients, notamment les allergies aux azoles ;
- Cancer TSH-dépendant de la thyroïde ;
- Affections hématologiques graves préexistantes[7] ;
- Insuffisance hépatocellulaire ;
- Allaitement ;
- En cas de grossesse, le traitement par carbimazole doit être utilisé sous surveillance car il traverse le placenta. Quelques rares anomalies ont été décrites avec le carbimazole ou avec son métabolite actif le méthimazole : aplasies circonscrites du cuir chevelu, atrésies des choanes, atrésies œsophagiennes[8],[9]. Cependant, une hyperthyroïdie doit être traitée au cours de la grossesse.